# Saprosites mendax
Saprosites mendax är en skalbaggsart som beskrevs av Blackburn 1892. Saprosites mendax ingår i släktet Saprosites och familjen Aphodiidae. Inga underarter finns listade i Catalogue of Life.

## Bildgalleri

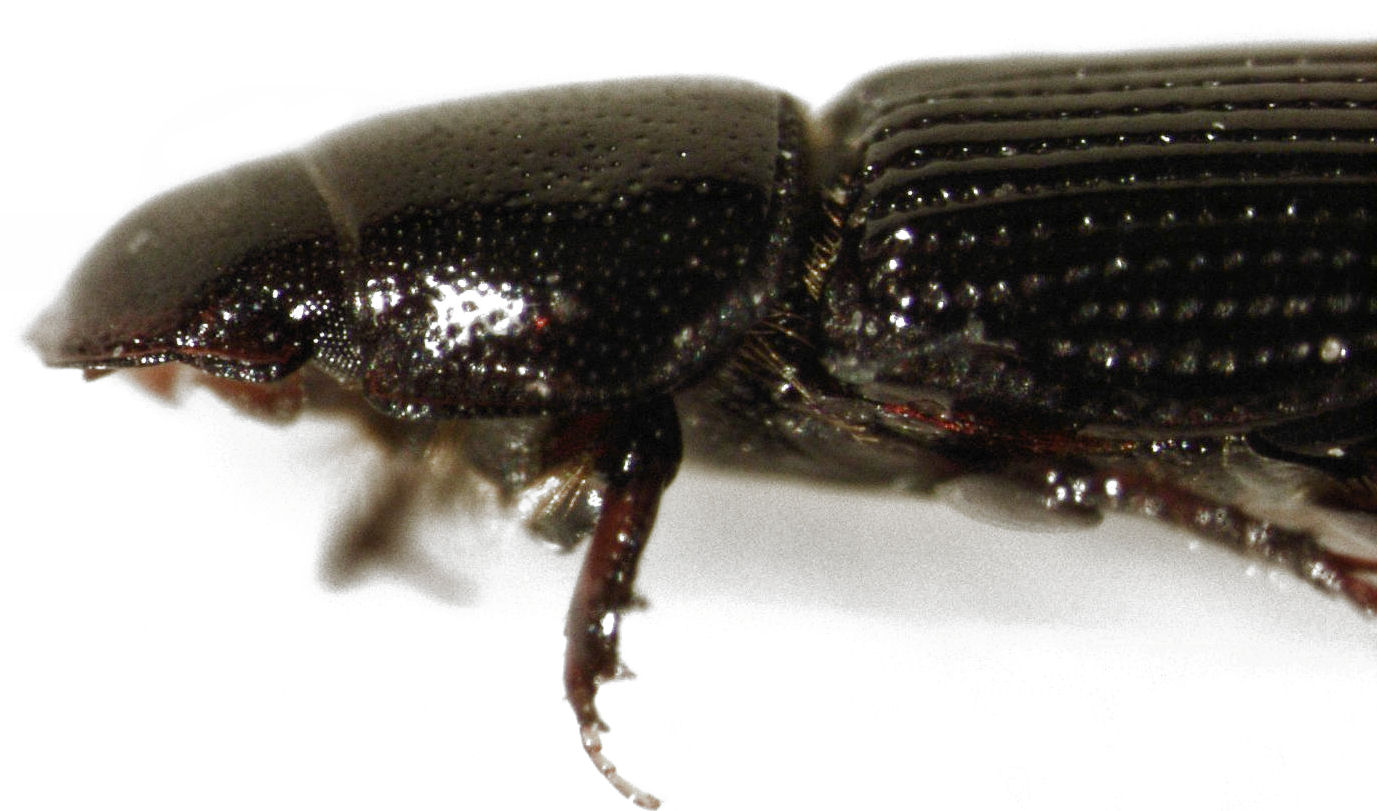
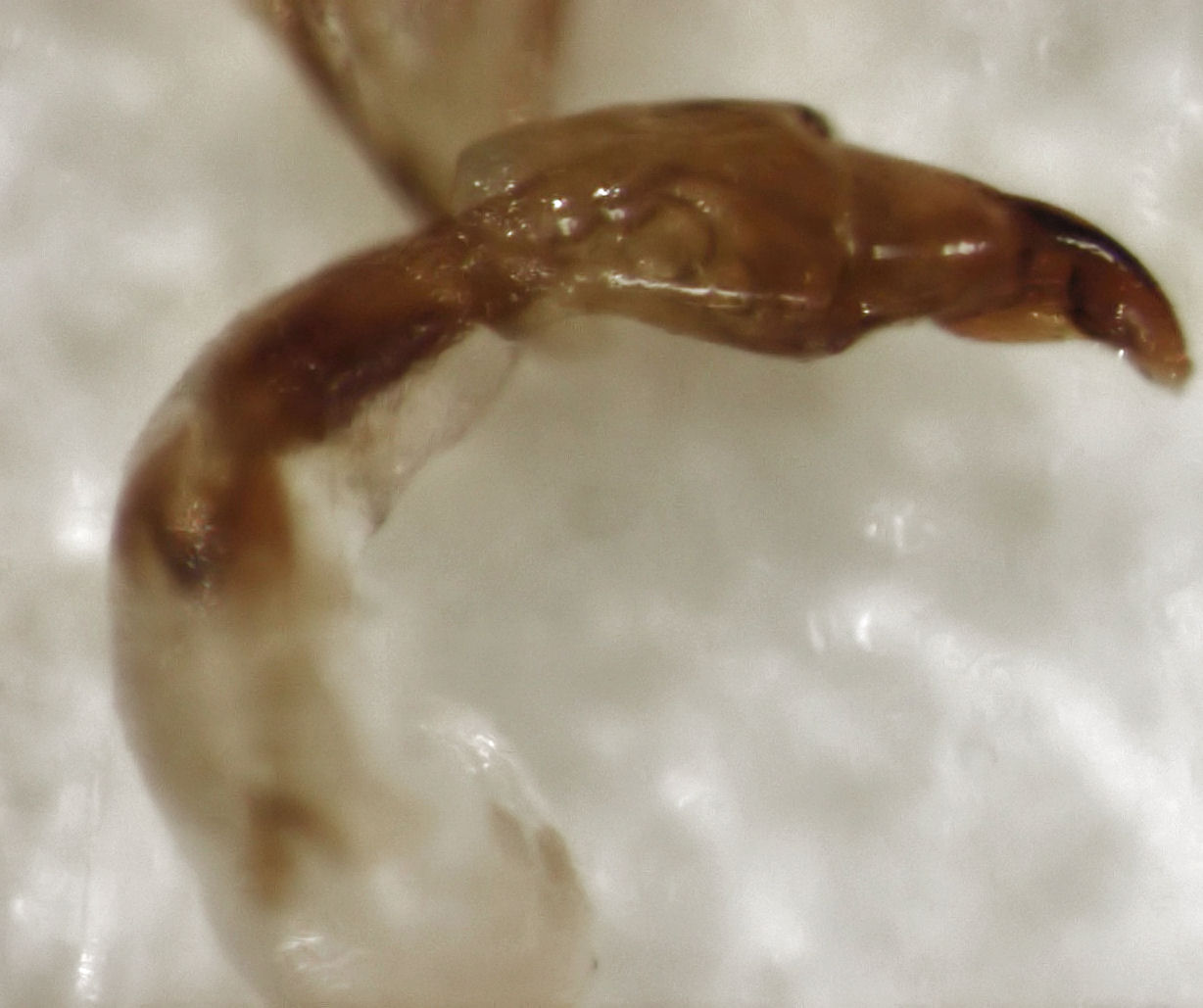
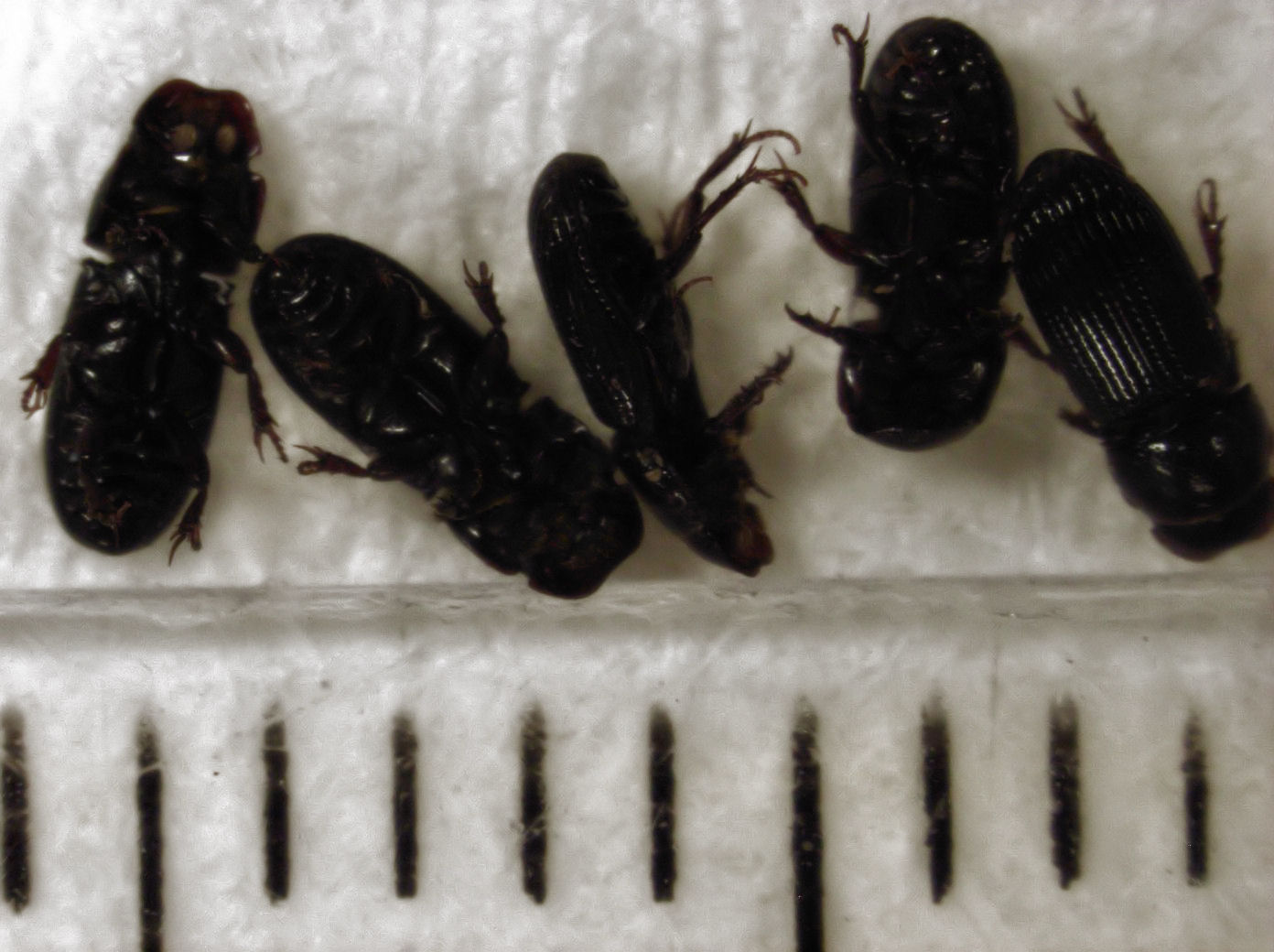
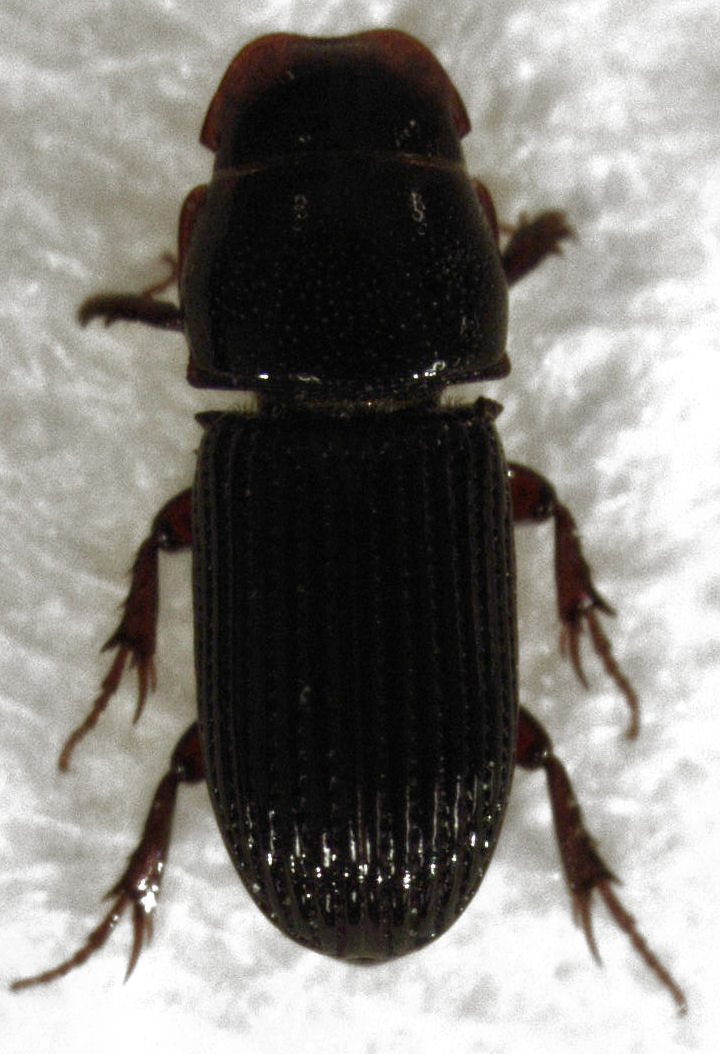